# María Teresa Martínez de Sas
María Teresa Martínez de Sas és catedràtica d'Historia Contemporània de la Universitat de Barcelona, especialitzada en història social. Ha col·laborat des de 1978 en l'organització de seminaris i cursos sobre història de les dones.
Obres destacades
- Diccionari biogràfic del moviment obrer als països catalans.  Barcelona: Edicions Universitat de Barcelona & Abadia de Montserrat, 2000. ISBN 84-8415-243-X.
- La lucha por la diversidad (en castellà). 1a. ed.  Barcelona: Editorial Ariel, 1999. ISBN 84-344-2835-0.
- Seco Serrano, Carlos; Martinez de Sas, Maria Teresa. «Asociación Internacional de los Trabajadores, Cartas, comunicaciones y circulares del Consejo (o Comisión) Federal de la Región Española 1870-1874».   Centre de documentació antiautoritari i llibertari (Cedall). [Consulta: 20 gener 2021].
- Per una bibliografia més extensiva vegeu «Obra de María Teresa Martínez de Sas» a Dialnet.